# Gilberto Elsa
Gilberto Elsa   (Lecco, 14 de gener de 1938 - Milà, 2 de juny de 1985) fou un nedador italià, especialista en esquena, que va competir durant la dècada de 1950.
El 1960 va prendre part en els Jocs Olímpics d'Estiu de Roma, on quedà eliminat en sèries en els 100 metres esquena del programa de natació.
En el seu palmarès destaca una medalla de bronze en els 4×100 metres estils del Campionat d'Europa de natació de 1958, formant equip amb Roberto Lazzari, Frederico Dennerlein i Paolo Pucci. També guanyà dues medalles d'or a les Universíades de 1959 i set campionats nacionals.